# (43751) Asam
(43751) Asam (1982 UD4) – planetoida z pasa głównego asteroid okrążająca Słońce w ciągu 4,05 lat w średniej odległości 2,54 j.a. Odkryta 19 października 1982 r.